# Košeca
Košeca es un municipio del distrito de Ilava en la región de Trenčín, Eslovaquia, con una población estimada a final del año 2024 de 2826 habitantes.
Se encuentra ubicado al norte de la región, cerca del río Váh (cuenca hidrográfica del río Danubio) y de la frontera con la República Checa.

## Demografía
| Año        | 1994 | 2004    | 2014    | 2024     |
| ---------- | ---- | ------- | ------- | -------- |
| Población  | 2434 | 2474    | 2564    | 2826     |
| Diferencia |      | +1,64 % | +3,63 % | +10,21 % |

| Año        | 2023 | 2024    |
| ---------- | ---- | ------- |
| Población  | 2830 | 2826    |
| Diferencia |      | −0,14 % |